# Allene Roberts
Emma Allene Roberts (Fairfield, 1º settembre 1928 – Huntsville, 9 maggio 2019) è stata un'attrice statunitense.

## Biografia
Nel 1941 vinse il concorso "America's Most Charming Child", che le garantì un contratto con la Warner Bros. Dopo il successo del suo esordio nel cinema con La casa rossa recitò in altri film, tra cui I bassifondi di San Francisco, e in produzioni televisive fino al 1957.

## Filmografia
- La casa rossa (1947)
- Il segno del capricorno (1948)
- Michael O'Halloran (1948)
- I bassifondi di San Francisco (1949)
- Bomba on Panther Island (1949)
- L'ultima preda (1950)
- A Wonderful Life (1951)
- Rotaie insanguinate (1951)
- The Hoodlum (1951)
- Kid Monk Baroni (1952)
- Aquile tonanti (1952)
- L'urlo della foresta (1952)